# Nombre plàstic
En matemàtiques, el nombre plàstic ρ (també anomenat nombre d'argent, constant de plàstic o mínim nombre de Pisot) és una constant matemàtica que és igual a l'única solució real de l'equació cúbica:
{\displaystyle x^{3}-x-1=0}
És un nombre irracional, ja que no es pot expressar com a divisió de dos nombres enters. És un nombre algebraic, ja que és arrel d'un polinomi no nul amb coeficients racionals.
Aquest nombre també rep el nom de nombre de plata, que no s'ha de confondre amb el nombre platejat {\displaystyle \left(1+{\sqrt {2}}\right)}.

## Valor
El valor de la constant és:
{\displaystyle \rho \approx 1,32471795724474602\dots }
Com a mínim, se saben 10,000,000,000 de dígits decimals. Aquest nombre s'obté de l'arrel:
{\displaystyle \rho ={\sqrt[{3}]{{\frac {1}{2}}-{\sqrt {{\frac {1}{4}}-{\frac {1}{27}}}}}}={\sqrt[{3}]{{\frac {1}{2}}+{\sqrt {{\frac {1}{4}}-{\frac {1}{27}}}}}}={\frac {{\sqrt[{3}]{9-{\sqrt {69}}}}+{\sqrt[{3}]{9+{\sqrt {69}}}}}{\sqrt[{3}]{18}}}}
On s'ha utilitzat la fórmula cúbica per resoldre:
{\displaystyle ax^{3}+bx^{2}+cx+d=0;\quad \quad a\neq 0}
Amb:
{\displaystyle a=1\quad \quad b=0\quad \quad c=-1\quad \quad d=-1}
Donant les arrels:
{\displaystyle x=p+{\sqrt[{3}]{q-Q}}+{\sqrt[{3}]{q+Q}}}
On:
{\displaystyle p=-{\frac {b}{3a}}\quad (=0)}
{\displaystyle q=p^{3}-{\frac {pc+d}{2a}}\quad \left(={\frac {1}{2}}\right)}
{\displaystyle r={\frac {c}{3a}}\quad \left(=-{\frac {1}{3}}\right)}
{\displaystyle Q={\sqrt {q^{2}+{(r-p^{2})}^{3}}}\quad \left(={\sqrt {{\frac {1}{4}}-{\frac {1}{27}}}}\right)}

## Propietats

Si es disposen triangles amb una proporció entre els costats de triangles consecutius igual a, es forma una espiral tancada.

Quadrats amb costats proporcionals a formen una espiral tancada.

### Radical jerarquitzat
El nombre plàstic es pot representar també com un radical cúbic jerarquitzat, cumplint-se la igualtat:
{\displaystyle \rho ={\sqrt[{3}]{1+{\sqrt[{3}]{1+{\sqrt[{3}]{1+{\sqrt[{3}]{1+{\sqrt[{3}]{1+\dots }}}}}}}}}}}
ja que es compleix la condició:
{\displaystyle \rho ^{3}=1+\rho }

### Mínim nombre de Pisot
Un nombre de Pisot és un nombre algebraic real estrictament superior a 1, que té tots els seus elements conjugats amb valor absolut estrictament inferior a 1. En aquest cas, els nombres conjugats al nombre plàstic són imaginaris, i són:
{\displaystyle \left(-{\frac {1}{2}}\pm {\frac {\sqrt {3}}{2}}i\right){\sqrt[{3}]{{\frac {1}{2}}+{\frac {1}{6}}{\sqrt {\frac {23}{3}}}}}+\left(-{\frac {1}{2}}\mp {\frac {\sqrt {3}}{2}}i\right){\sqrt[{3}]{{\frac {1}{2}}-{\frac {1}{6}}{\sqrt {\frac {23}{3}}}}}\approx -0.662359\pm 0.56228i,}
amb valor absolut:
{\displaystyle |z|=0,8688369618327093018065\dots }
Noti's que {\displaystyle |z|=\rho ^{-1/2}}, ja que el producte de les tres arrels del polinomi mínim és igual a 1.
El nombre plàstic és el més petit de tots els nombres de Pisot.

### Altres polinomis
De la igualtat {\displaystyle \rho ^{3}=\rho +1} se'n dedueixen altres igualtats demostrables substituint {\displaystyle \rho ^{3}} per {\displaystyle \rho +1}. D'entre elles, es poden citar:
{\displaystyle \rho ^{4}=\rho ^{2}+\rho }
{\displaystyle \rho ^{5}=\rho ^{2}+\rho +1}
També es pot citar:
{\displaystyle \psi ^{-4}=\psi -1}
que converteix {\displaystyle \rho }, juntament amb el nombre d'or, en l'únic nombre mòrfic. Entenem nombre mòrfic com aquell nombre real que és solució a la vegada de dues equacions de la forma:
{\displaystyle x^{n}=x+1}
{\displaystyle x^{-p}=x-1}
on {\displaystyle n} i {\displaystyle p} són dos nombres naturals no nuls.
Aquest resultat va ser demostrat per primer cop el 2001 per Jan Aarts, Robbert Fokkink, Godfried Kruijtzer.
Aquestes mateixes equacions permeten expressar certes potències de {\displaystyle \rho } com a suma infinita de les potències negatives:
{\displaystyle \rho ^{5}=\sum _{k=0}^{\infty }{\frac {1}{\rho ^{k}}}\,}
{\displaystyle \rho ^{3}=\sum _{k=0}^{\infty }{\frac {1}{\rho ^{2k}}}\,}
{\displaystyle \rho ^{2}=\sum _{k=0}^{\infty }{\frac {1}{\rho ^{3k}}}\,}

### Sèrie de Padovan
La sèrie de Padovan és una sèrie matemàtica de nombre enters definida per:
{\displaystyle {\mathcal {P}}_{n+3}={\mathcal {P}}_{n+1}+{\mathcal {P}}_{n};\quad \quad \quad {\mathcal {P}}_{0}={\mathcal {P}}_{1}={\mathcal {P}}_{2}=1}
Té una forma semblant a la sèrie de Fibonacci, sent els primers elements de la successió:
{\displaystyle 1,1,1,2,2,3,4,5,7,9,12,16,21,28,37,49,65,86,114,151,200,265,\dots }
La funció:
{\displaystyle f={\frac {{\mathcal {P}}_{n}}{{\mathcal {P}}_{n-1}}}}
convergeix en el nombre plàstic quan {\displaystyle n} és igual a infinit. Prenent els primers valors de {\displaystyle n}, tenim {\displaystyle f} igual a:
{\displaystyle {\frac {1}{1}},\,{\frac {1}{1}},\,{\frac {2}{1}},\,{\frac {2}{2}},\,{\frac {3}{2}},\,{\frac {4}{3}},\,{\frac {5}{4}},\,{\frac {7}{5}},\,{\frac {9}{7}},\,{\frac {12}{9}},\,{\frac {16}{12}},\,{\frac {21}{16}},\,{\frac {28}{21}},\,{\frac {37}{28}},\,{\frac {49}{37}},\,{\frac {65}{49}},\,{\frac {86}{65}},\,{\frac {114}{86}},\,{\frac {151}{114}},\,{\frac {200}{151}},\,{\frac {265}{200}},\,\dots }
Els dos últims quocients proporcionen un marc per {\displaystyle \rho } de 5 x 10-4

## Curiositats
La constant satisfà l'aproximació:
{\displaystyle e^{\pi {\sqrt {23}}}\approx 2^{12}\rho ^{24}-24}
on {\displaystyle e^{\pi }} és la constant de Gelfond i la diferència és de 7,8 x 10-5.

## Història
El nom de nombre plàstic (het plastische getal en el seu neerlandès original) va ser donat a aquest nombre per Dom Hans van der Laan. A diferència del nombre d'or i del nombre platejat, la paraula plàstic no es refereix a la substància, sinó al sentit adjectival de la paraula, referit a allò a què se li pot donar una forma tri-dimensional.
Igual que el nombre d'or, ha estat la base d'un sistema de proporcions que és part d'un mètode general en les arts plàstiques. Quant al nombre plàstic, aquest sistema ha estat introduït per Hans van der Laan (1904-1991), monge benedictí i arquitecte dels Països Baixos. Va ser igualment estudiat per l'enginyer politècnic francès Gérard Cordonnier (1907-1977), que el va anomenar nombre radiant.